# M/S Clara
M/S Clara är ett svenskt passagerarfartyg, som trafikerar Saltsjön i Stockholm för Rederiaktiebolaget Ballerina. M/S Clara byggdes på Faaborg Værft i Fåborg i Danmark, och sjösattes i juli 2020 och togs i trafik samma månad. Fartyget trafikerar SL:s båttrafik Sjövägen mellan Ropsten och Nybroplan i Stockholm.

## Galleri

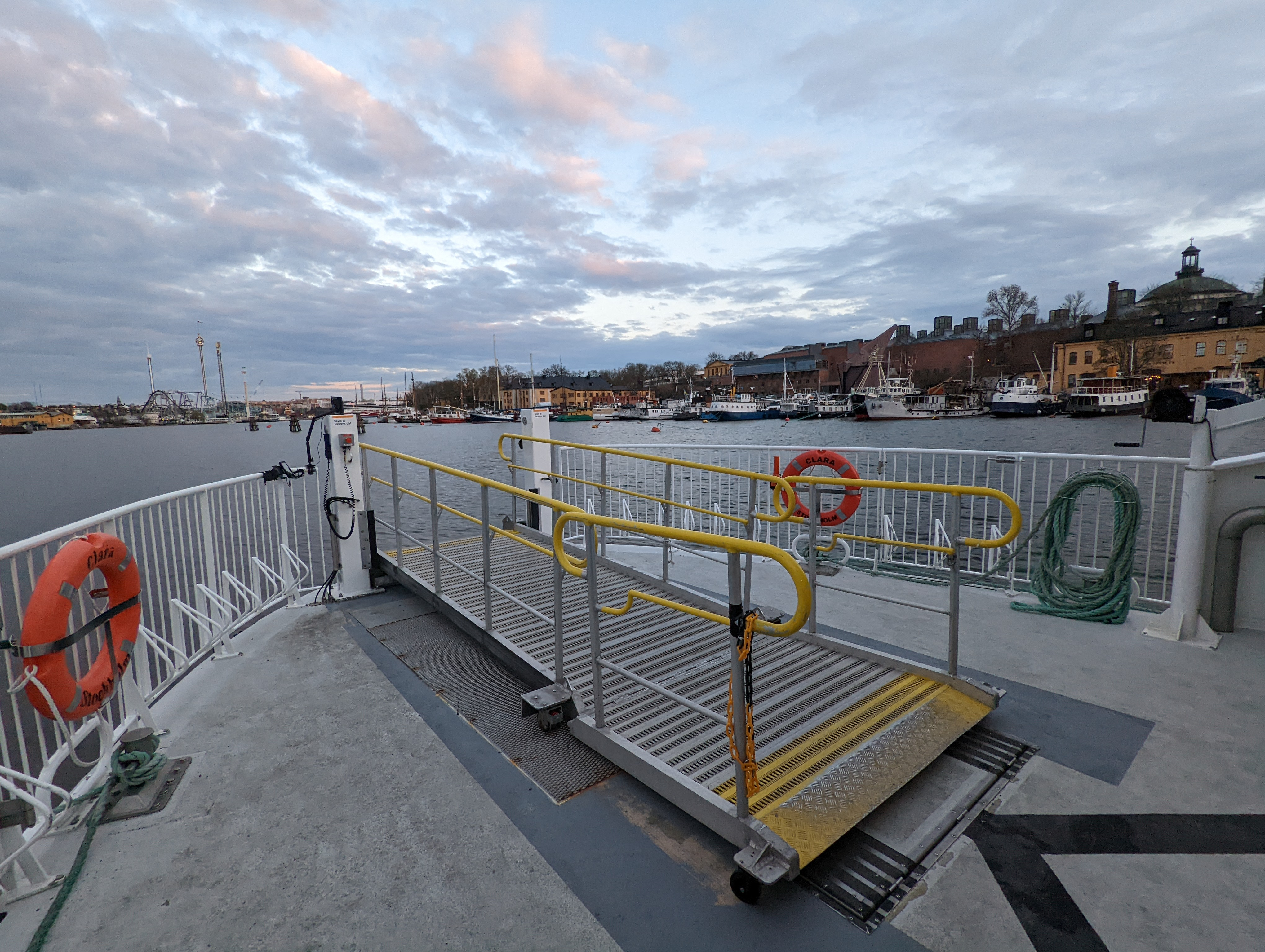
Fören
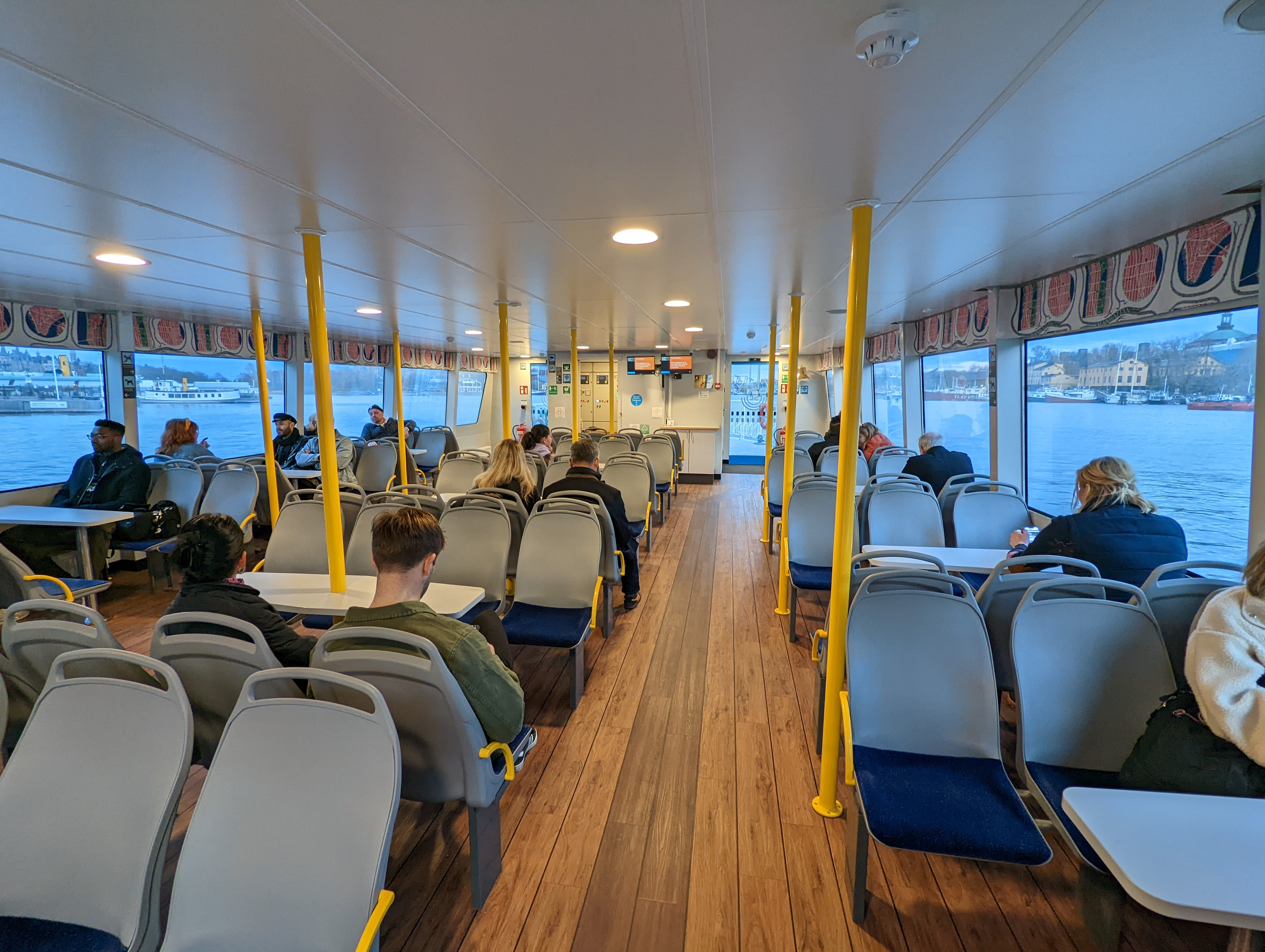
Ombord
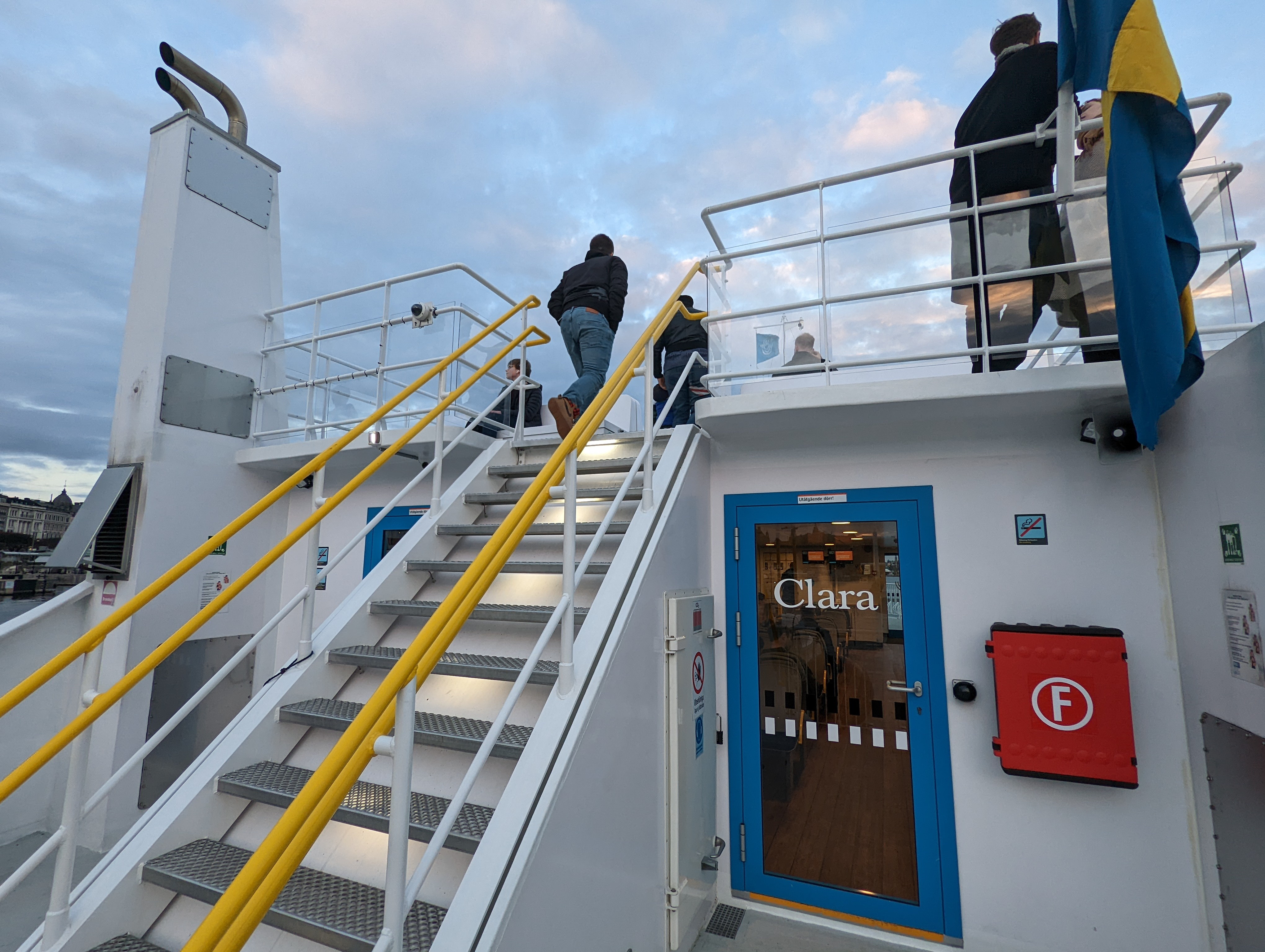
Aktern